# 류몬촌 (나라현)
류몬촌(龍門村)은 나라현 요시노군에 있던 촌이다. 현재의 요시노정의 일부에 해당한다.

## 역사
- 1889년 4월 1일 - 정촌제 시행에 의해 요시노군 류몬촌이 성립하였다.
- 1890년 9월 23일 - 요시노정, 가미이치정, 나카쇼촌, 구즈촌, 나카류몬촌과 합병해 새로운 요시노정이 성립하여, 동일 류몬촌은 폐지되었다.